# 2K Sports
2K Sports é uma divisão da 2K Games que desenvolve e publica jogos de esportes. É composta pelos estúdios de desenvolvimento, Visual Concepts, Indie Built e Kush Games, que foram compradas da Microsoft e Sega em 2005. A 2K Sports desenvolve principalmente e publica jogos esportivos americanos; tal como a série NBA 2K, a série NHL 2K e a série WWE 2K. Produziu anteriormente a série MLB 2K.

## Jogos
- Amped 3 (2005)
- College Hoops 2K6 (2005)
- College Hoops 2K7 (2006)
- College Hoops 2K8 (2007)
- MLB (Major League Baseball) (2007)
- NBA 2K
- WWE 2K
- NFL 2K
- NHL 2K
- Top Spin (PlayStation version)
- Top Spin 2 (2006)
- Top Spin 3 (2008)
- Torino 2006
- World Poker Tour
- All-Pro Football 2K8 (2007)
- The BIGS
- MLB Power Pros

## Ver Também
- 2k
- Bioshock